# Новий провулок (Житомир)
Новий провулок — провулок в Корольовському районі міста Житомира. 

## Характеристики
Розташований у Старому місті, розпланованому на теренах історичної місцевості Путятинка. Бере початок з вулиці Івана Мазепи, завершується на Східній вулиці. Забудова провулка представлена житловими будинками садибного типу.

## Історія
В середині ХІХ століття за місцем розташування майбутнього провулка розкинулися вільні від забудови землеволодіння тодішньої околиці міста. З півдня, паралельно провулкові, та зі сходу місцеположення майбутнього провулка огинала міська межа.  
У середині ХІХ століття генеральними планами міста на вільних від забудови землеволодіннях Путятинки розплановано житлові квартали прямокутної форми. Упродовж другої половини ХІХ століття згідно з генпланом сформувалися вулиці, що утворили квартал, в якому згодом розпочне формуватися провулок — Міщанська, Східна, Соляна (нині Шевченка), Дмитрівська (нині Героїв Крут). 
Провулок виник на початку ХХ століття. Брав початок з Міщанської вулиці (нині вулиця Івана Мазепи) та завершувався глухим кутом всередині кварталу. Перша назва провулка — провулок Багриновського (Багриновський), походить від прізвища домовласника.  
Наприкінці ХІХ — початку ХХ ст. власники великих садиб, що займали інколи половину або весь квартал здійснювали їх поділ на менші ділянки для подальшого їх продажу. Для проїзду до ділянок всередині кварталів створювались нові провулки, які, як правило, завершувались глухим кутом. 
В роки німецької окупації називався Рибним провулком (Fischer Gasse).  
У 1948 році провулок продовжений до вулиці Східної. У 1954 році отримав назву 2-й Східний провулок. У 1958 році отримав чинну назву. 